# سهيل بلقين
سُهَيْل بَلْقِين أو ألفا آلة المصور (α Pictoris، α Pic) هو النجم الأكثر سطوعًا في كوكبة آلة المصور الجنوبية. يبلغ قدره المرئي الظاهري 3.27، وهو ساطع بدرجة كافية بحيث يمكن رؤيته من المناطق الحضرية في نصف الكرة الجنوبي. هذا النجم قريب بما يكفي لقياس المسافة بينه وبين الشمس باستخدام إزاحات اختلاف المنظر، والتي تعطي قيمة تبلغ نحو 97 سنة ضوئية (30 فرسخ نجمي) من الشمس، بهامش خطأ نسبته 5%. يتميز نجم سهيل بلقين بأنه النجم القطبي الجنوبي لكوكب عطارد.